# Unión de Jóvenes Trabajadores de Albania
La Unión de Jóvenes Trabajadores de Albania (en albanés: Bashkimi i Rinisë së Punës së Shqipërisë) fue la organización juvenil del Partido del Trabajo de Albania. Fundada el 23 de noviembre de 1941 como la juventud del histórico Partido Comunista de Albania, era descrita oficialmente como "la reserva fuerte y combativa del Partido". Además, era uno de los pilares de la estructura de la República Popular de Albania.

## Organización
La Unión operaba bajo la supervisión del PTA, con sus respectivos órganos locales y sectoriales propios del centralismo democrático. La organización estaba considerada como uno de los apéndices más importantes del PTA. Organizados de la misma manera que sus mayores, la Unión contaba con comités locales y de distrito, así como órganos mayores, incluyendo un Buró Político y un Comité Central.

## Membresía
Los más de 200.000 militantes que tenía la Unión rondaban entre los 15 y los 25 años de edad. La Unión tenía bajo su responsabilidad toda la organización de pioneros, que comprendía a niños de entre 7 y 14 años de edad, de la misma manera que existía en otros países socialistas. 

## Pioneros
Además de la organización juvenil, como se ha explicado más arriba, el conjunto del movimiento comunista albanés contaba con una organización infantil, llamada Pioneros de Enver entre 1985 y 1991. Comenzó en los años de la resistencia partisana durante la Segunda Guerra Mundial.